# Khabab
Khabab (em árabe: خبب; em siríaco: ܟܚܐܒܐܒ; romaniz.: Khababb) é cidade situada no sul da planície de Hauran, parte da província de Daraa, na Síria. Está a aproximados 57 quilômetros ao sul da capital do país, Damasco, e aproximadamente a mesma distância da cidade de Daraa.